# Glen Spey
Glen Spey je skotská palírna společnosti United Distillers and Vintners nacházející se ve vesnici Rothes v kraji Morayshire, jež vyrábí skotskou sladovou whisky.

## Historie
Palírna byla založena v roce 1878 a produkuje čistou sladovou malt whisky. Tato palírna je přilepena k zadnímu traktu palírny Glenrothes. Publicitu získala tím, že v jednom jejím skladě se nachází whisky vyrobená ze 100 druhů. Produkuje whisky značky Glen Spey, což je 8letá whisky s obsahem alkoholu 40 %. Skoro celá produkce se míchá s jinými druhy whisky. Tato whisky je v 8 letech celkem nevýrazná a zralosti dosahuje přibližně ve 12–13 letech.